# گمینا شتوم
گمینا شتوم (به لهستانی:  Gmina Sztum) یک گمینا در لهستان است که در شهرستان اشتوم واقع شده‌است. گمینا شتوم ۱۸۰٫۸۴ کیلومتر مربع مساحت و ۱۷٬۸۷۳ نفر جمعیت دارد.